# Wasserwerk am Roten Tor

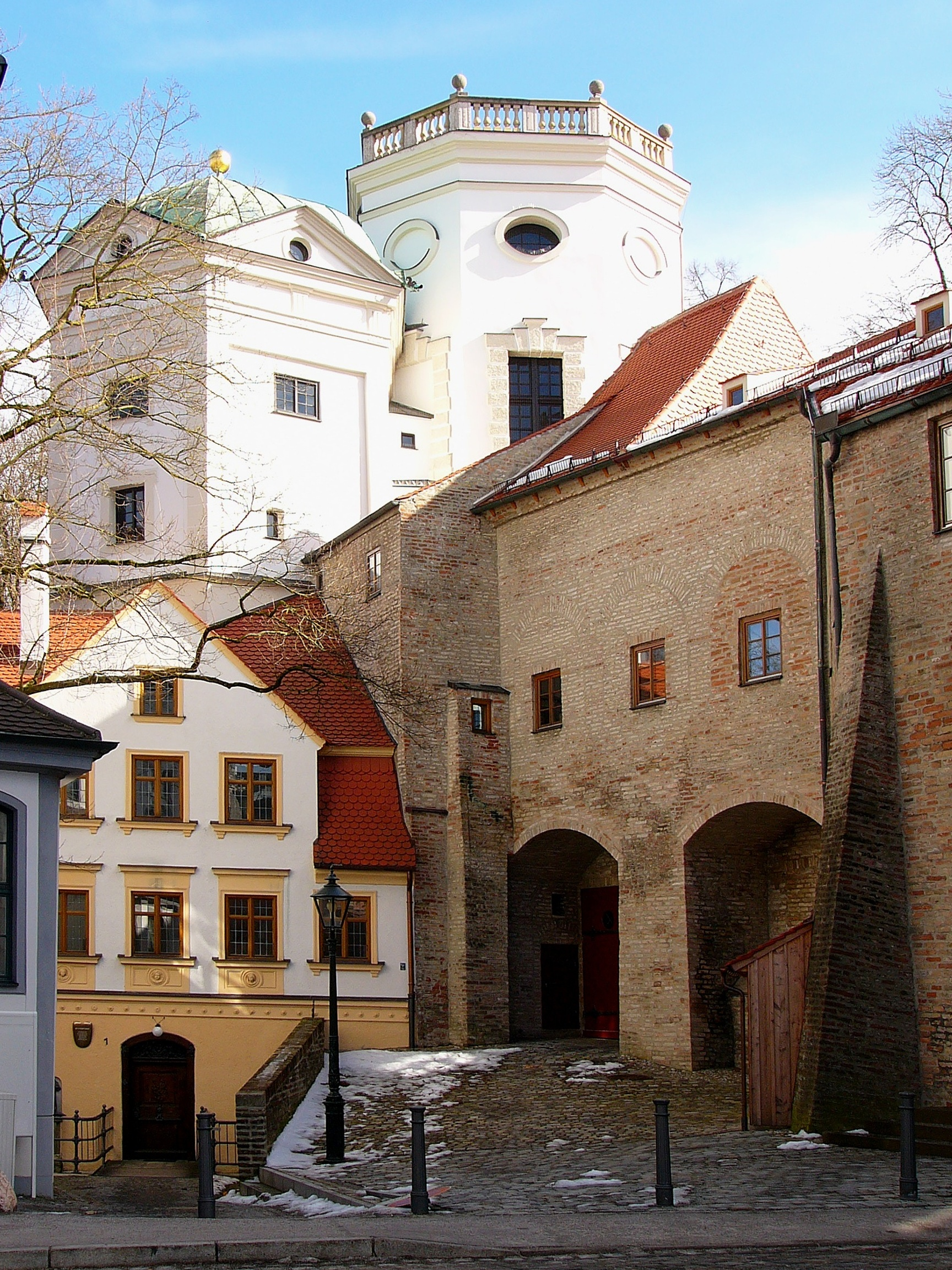
Oberes Brunnenmeisterhaus (links), Kleiner Wasserturm (Mitte) und Großer Wasserturm (rechts)

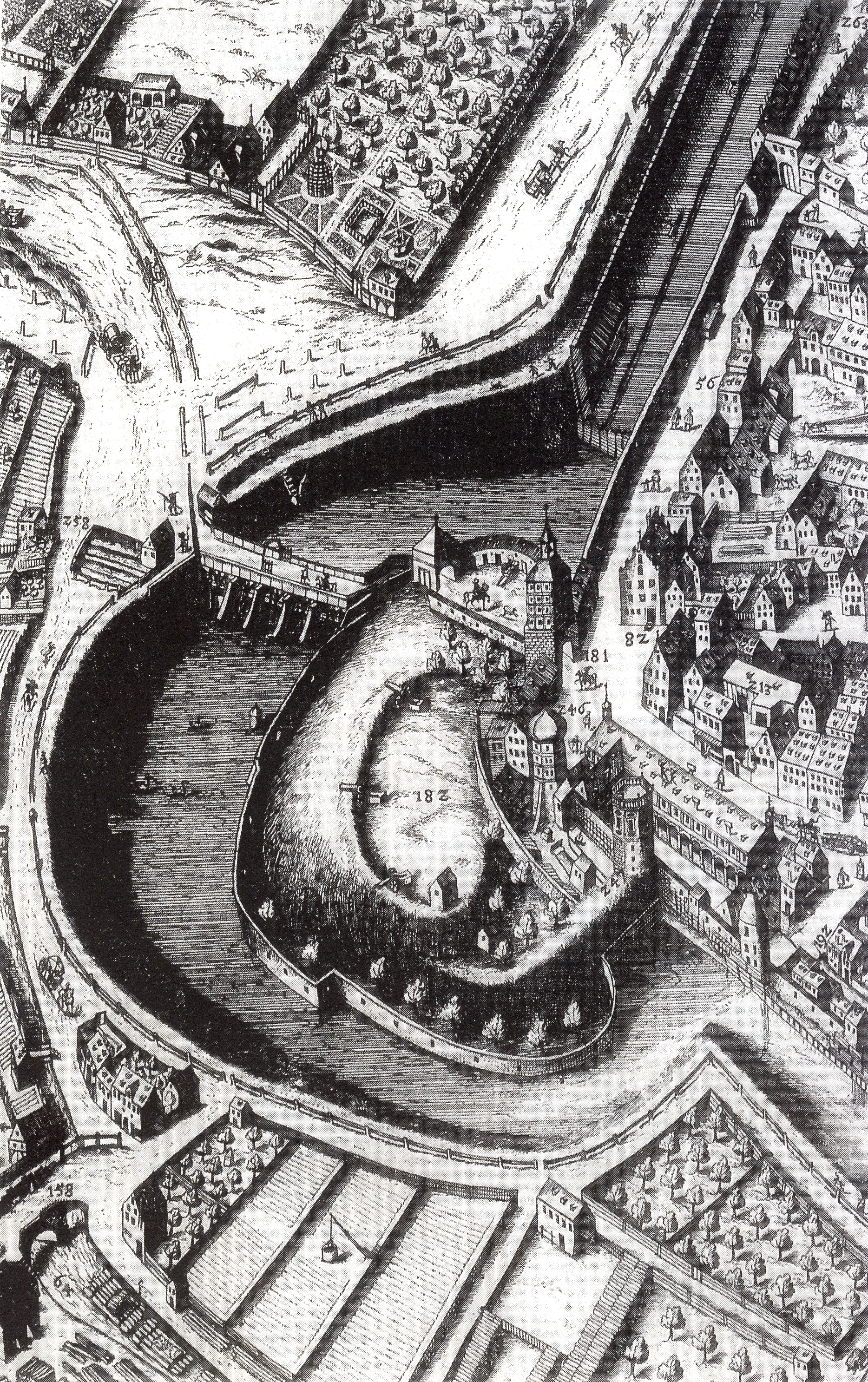
Ausschnitt aus dem Kilianplan (1626)

Das Wasserwerk am Roten Tor ist das älteste bestehende Wasserwerk Deutschlands und wohl auch Mitteleuropas. Es diente über 460 Jahre, von 1416 bis 1879, der Trinkwasserversorgung von Augsburg. Heute ist das Ensemble aus den Wassertürmen und Brunnenmeisterhäusern ein Baudenkmal in Augsburg.
Das Wasserwerk wurde als Teil des „Augsburger Wassermanagement-Systems“ am 6. Juli 2019 in die Welterbeliste der UNESCO aufgenommen.

## Geschichte

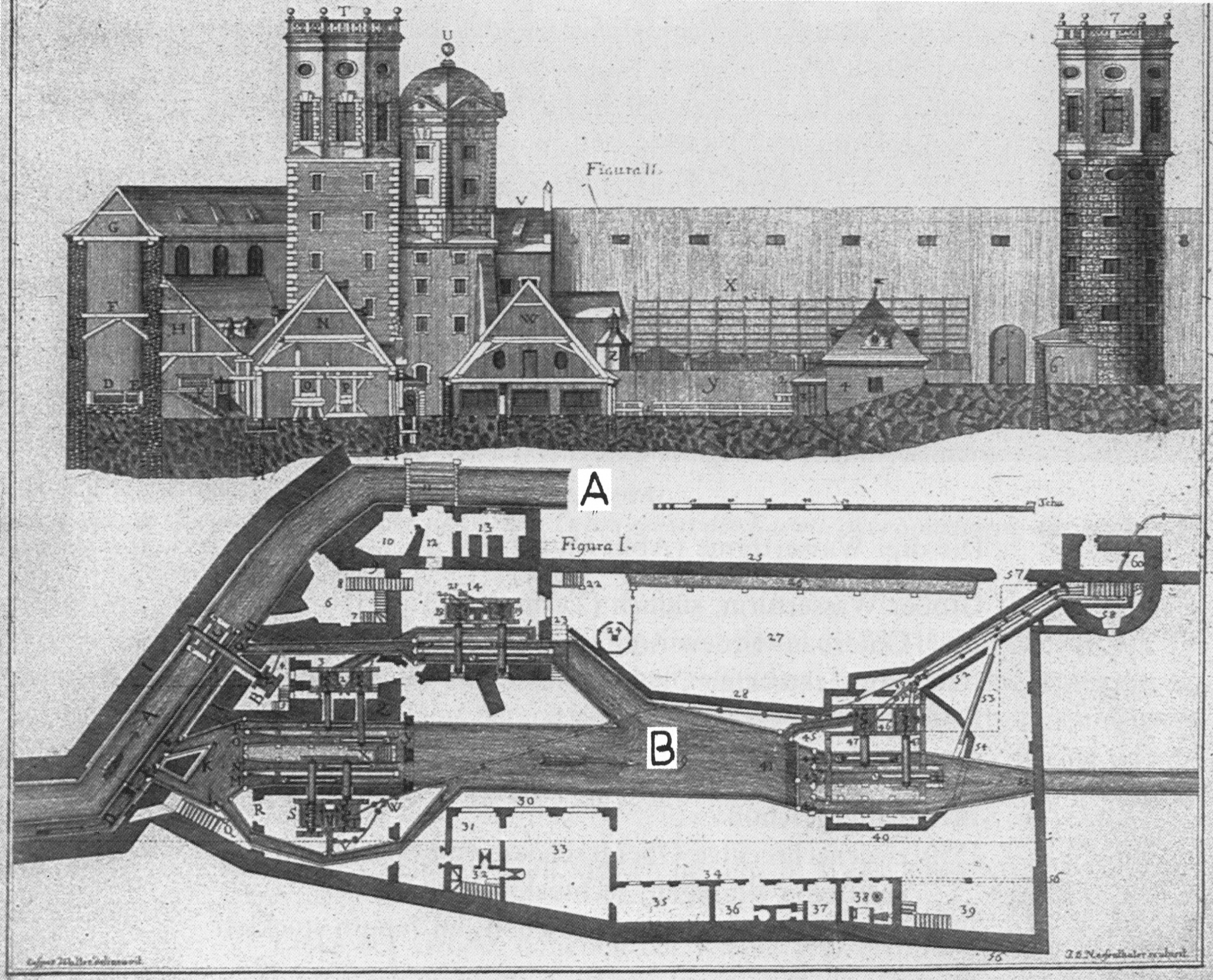
Das Wasserwerk am Roten Tor zur Zeit Caspar Walters (1766)

Augsburg wurde zum Schutz vor Hochwasser an Lech und Wertach auf einer Hochterrasse erbaut. Zur Gewinnung von Trinkwasser legte man zunächst Zisternen und Tiefbrunnen an. Als die Trinkwasserversorgung mit der zunehmenden Bevölkerung zu knapp wurde, ließ der Patrizier Leutpold Karg 1412 einen ersten Wasserturm errichten.  Das technische Wissen für diese Wasserkunst kam wahrscheinlich über die Handelsverbindungen aus Italien nach Mitteleuropa.
Bald wurden in Augsburg mehrere Wassertürme in verschiedenen Stadtvierteln errichtet, um diese mit Trinkwasser zu versorgen. Das Wasserwerk am Roten Tor war die größte und wichtigste dieser Anlagen. Es steht im Süden der Altstadt zwischen dem Roten Tor, der Stadtmauer bei der Roten-Torwall-Anlage und dem Heilig-Geist-Spital. Es umfasst drei historische Wassertürme, nämlich den Großen Wasserturm, den Kleinen Wasserturm und den Kastenturm, sowie das Obere und Untere Brunnenmeisterhaus.
Über das Aquädukt am Roten Tor, das den Stadtgraben zum Roten Tor überbrückte, wurden nebeneinander zwei Kanäle in die Stadt hinein geleitet, der Brunnenbach, der Trinkwasser, und der Lochbach, der Flusswasser aus dem Lech in die Stadt führte. Im Zentrum der Anlage liegt der Werkhof, in den der Brunnenbach hinein geleitet wurde. Dieser lieferte sowohl das Trinkwasser als auch den energetischen Antrieb des Wasserwerks. Der Lochbach wurde um das Wasserwerk herum geleitet und heißt ab hier Vorderer Lech.
Der erste Brunnenmeister des Wasserwerks am Roten Tor, Johannes Felber, verlegte Rohrleitungen (Deicheln) bis zur Heilig-Kreuz-Straße, wo ein Brunnen nach ihm benannt wurde, der Felber-Brunnen. Dieser Brunnen ist nicht mehr erhalten.
Das Wasserwerk wurde in den folgenden Jahrhunderten fortwährend instand gehalten und technisch erweitert. Das technische Grundprinzip blieb dabei gleich: das in Kanälen durch den Werkshof fließende Wasser trieb Wasserräder an, die das Wasser mit Hubkolbenpumpen in Wassertürme beförderten. Die Wassertürme erzeugten durch ihre Höhe den notwendigen Wasserdruck, um das Trinkwasser in die Brunnen der Stadt, selbst die auf der Hochterrasse gelegenen Augsburger Prachtbrunnen, sowie später auch in alle angeschlossenen Haushalte zu befördern. Sie erlaubten damals allerdings keine Vorratshaltung, weil der Bau ausreichend großer Speicherbecken noch nicht möglich war.

### Attraktion mit Vorbildcharakter
Das Wasserwerk am Roten Tor galt als eine touristische Hauptattraktion in Augsburg. Zahlreiche europäische Würdenträger und Gelehrte besuchten und beschrieben die Anlage. Kardinal Luigi d’Aragona bezeichnete sie nach einem Besuch im Jahr 1571 als „großes, aber kostspieliges technisches Werk“.  Der französische Philosoph und Politiker Michel Eyquem de Montaigne unterstrich die Bedeutung „dieser wunderbar sinnvollen Einrichtung“ für die Stadt mit der Feststellung, dass sie „allein dank dieses Systems überreich mit öffentlichen Brunnen gesegnet ist. Wenn ein Bürger einen privaten Anschluss will, wird es ihm gegen eine laufende Gebühr von zehn oder eine Einmalzahlung von 200 Gulden genehmigt.“
Caspar Walter, der bedeutendste Brunnenmeister Augsburgs, der das Wasserwerk am Roten Tor maßgeblich geprägt hatte, verfasste 16 Schriften zu Maschinenbau und Statik im Bereich der Wasserversorgung. Dazu gehört das handbuchartig verfasste Werk Hydraulica Augustana. Das Wissen um die Kunst der Wasserhebung, wie sie im Wasserwerk am Roten Tor praktiziert wurde, brachten Augsburger Pumpwerkskonstrukteure vor allem im 16. Jahrhundert in vielen Städten zum Einsatz, zum Beispiel in Stuttgart, Kaiserslautern, Heilbronn, Marburg, München, Brüssel und Wien.

### Umbauten im 19. Jahrhundert
1821 entwarf der königlich bayerische Salinenrat Georg Friedrich von Reichenbach eine neue Pumpenmaschine für das Wasserwerk am Roten Tor. Während die Wasserwerkstechnik bis dahin vorrangig den Werkstoff Holz verwendet hatte, kam nun Gusseisen zum Einsatz: zwei eiserne oberschlächtige Wasserräder, die „Adam“ und „Eva“ genannt wurden, trieben über Kurbelstangen und Schwinghebel vier stehende Kolbenpumpen an. Reichenbach erlitt 1824 am Wasserwerk einen Unfall und starb 1826 vermutlich als Folge davon.
1827 und 1840 wurden neue ergiebige Trinkwasserquellen nahe den oberen Wassertürmen entdeckt. Da diese eine bessere Wasserqualität als der Brunnenbach besaßen, wurde das Wasserwerk zum 15. Juli 1840 auf diese Quellen umgestellt. Das Wasser des Brunnenbachs diente seither nur noch als Triebkraft.
1848 erbaute der Augsburger Stadtbaurat Franz Joseph Kollmann ein neues Brunnenhaus für die Pumpenmaschine.

### Stilllegung und heutiger Zustand
Im Jahr 1879 löste das neu gebaute Wasserwerk am Hochablass alle bestehenden Augsburger Wasserwerke, auch das Wasserwerk am Roten Tor, in ihrer Funktion ab. Dieses neue Werk verwendete Druckwindkessel anstelle von Wassertürmen und konnte Wasser in besserer Qualität bereitstellen.
Alle technischen Bauten und Maschinen wurden entfernt und das Brunnenhaus wurde abgerissen. Von der Technik des Wasserwerks sind heute nur noch die Zeichnungen, Beschreibungen und Modelle erhalten. Der Große Wasserturm wurde um das oberste Stockwerk, das zuletzt zur Erhöhung des Drucks mit einem gusseisernen Pavillon aufgestockt worden war, auf den Zustand des 17. und 18. Jahrhunderts zurückgebaut.
Die Wassertürme und Brunnenmeisterhäuser blieben, obwohl sie keine Funktion mehr hatten, als Gebäude erhalten; auch das Aquädukt und die Kanäle als solche. Nach zeitweisem Verfall sind die Gebäude heute saniert. Die Werkstatt für Gestaltung Augsburg realisierte nach einer Konzeption von Anita Kuisle aus dem Jahr 2010 im Auftrag der Stadt Augsburg eine Präsentation zur wassergeschichtlichen Bedeutung der Türme und der Funktionsweise ihrer früheren Ausstattung. Das Obere Brunnenmeisterhaus und die Wassertürme können auf Anfrage bei der Regio Augsburg Tourismus GmbH besichtigt werden.

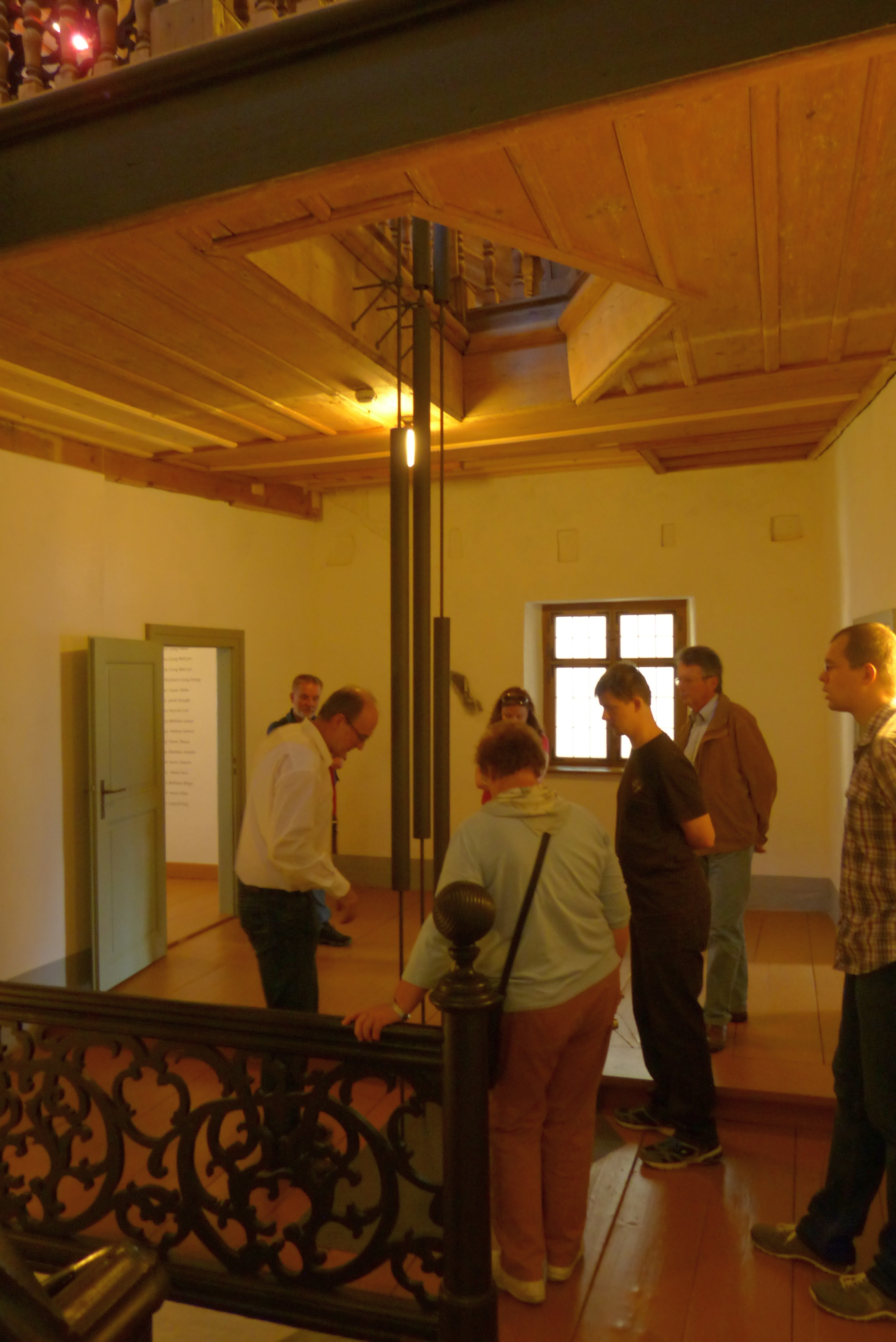
Modelle der Wasserleitungen
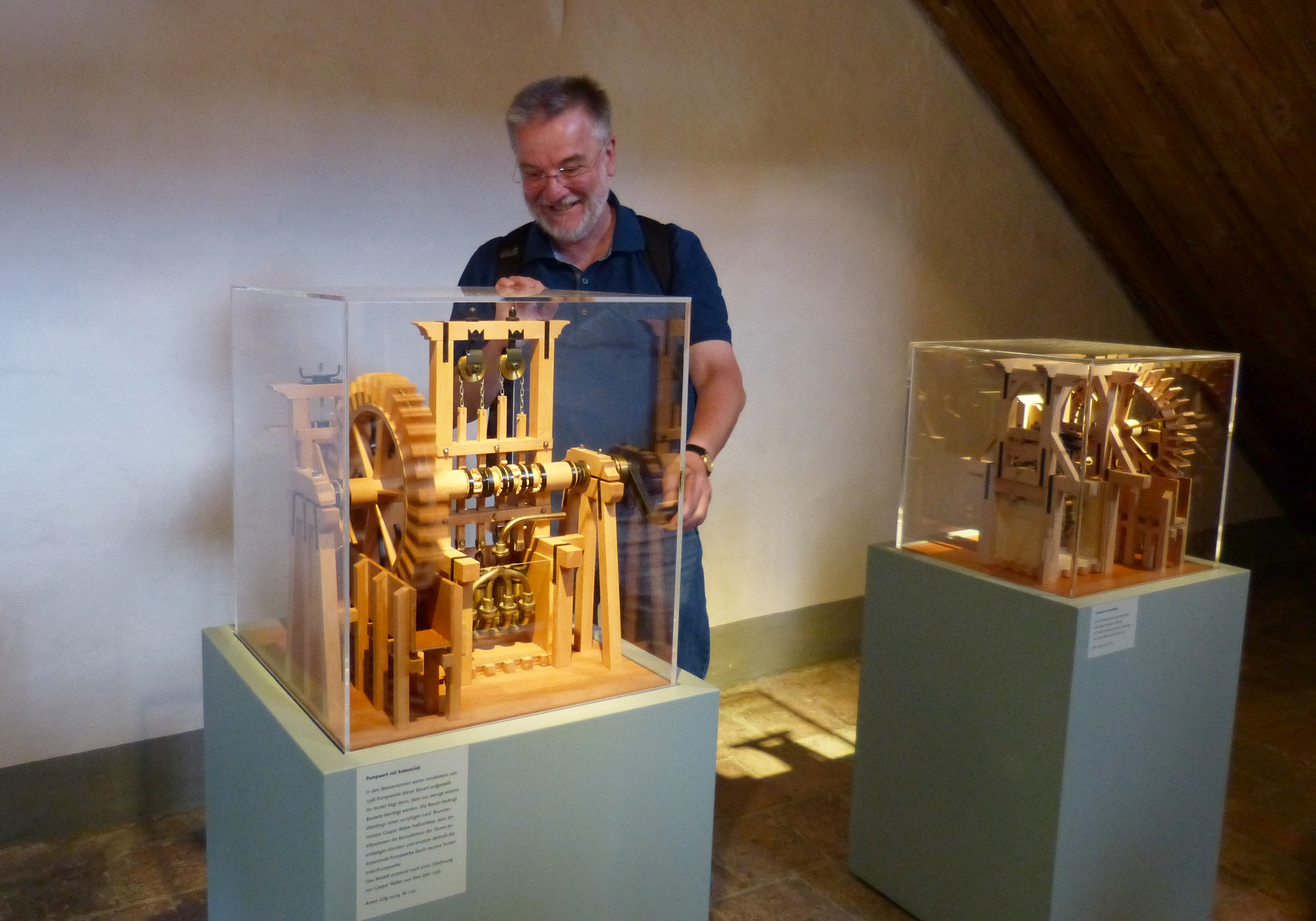
Modelle der Pumpwerke
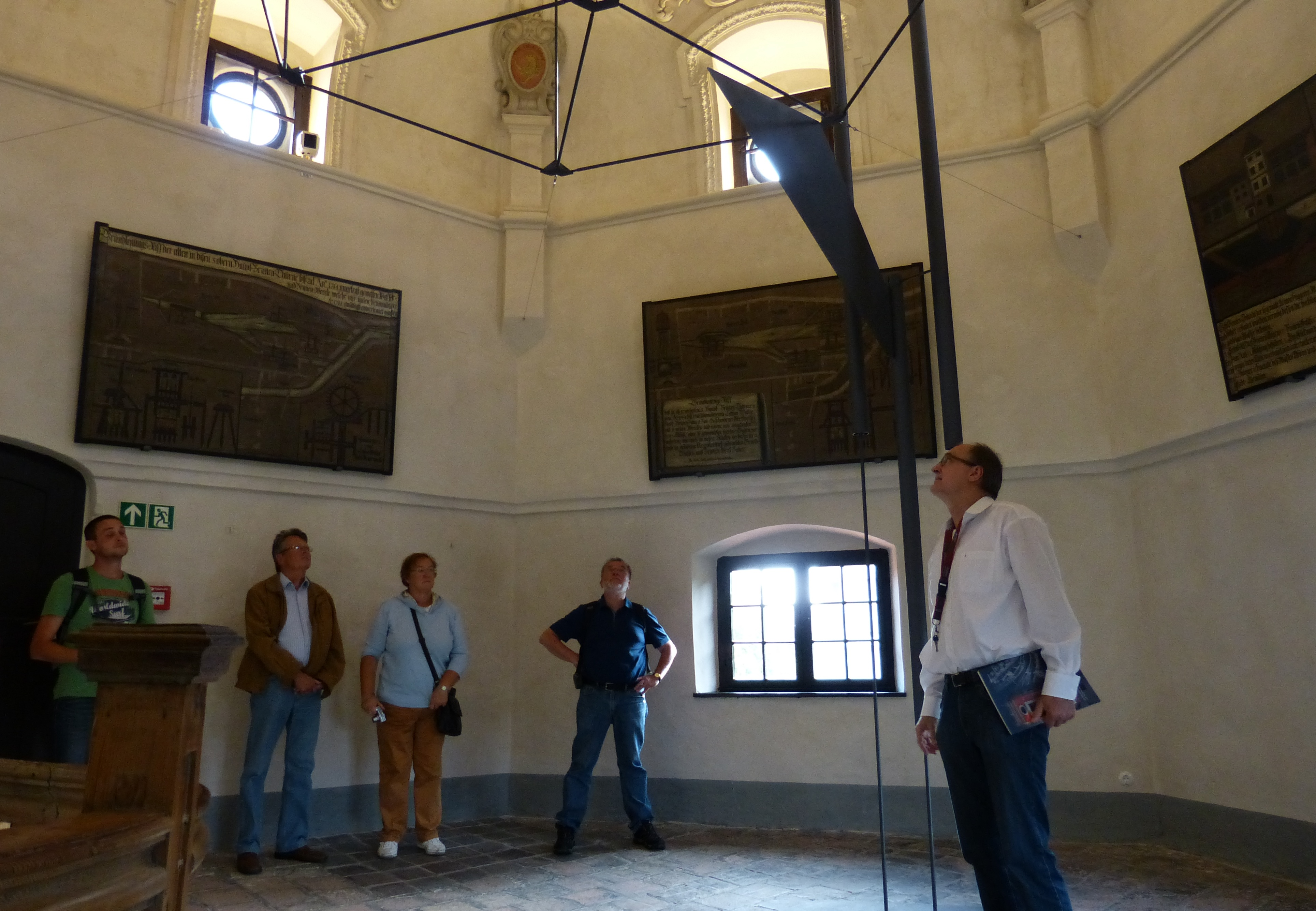
Im Kleinen Wasserturm

## Das Ensemble

### Wassertürme

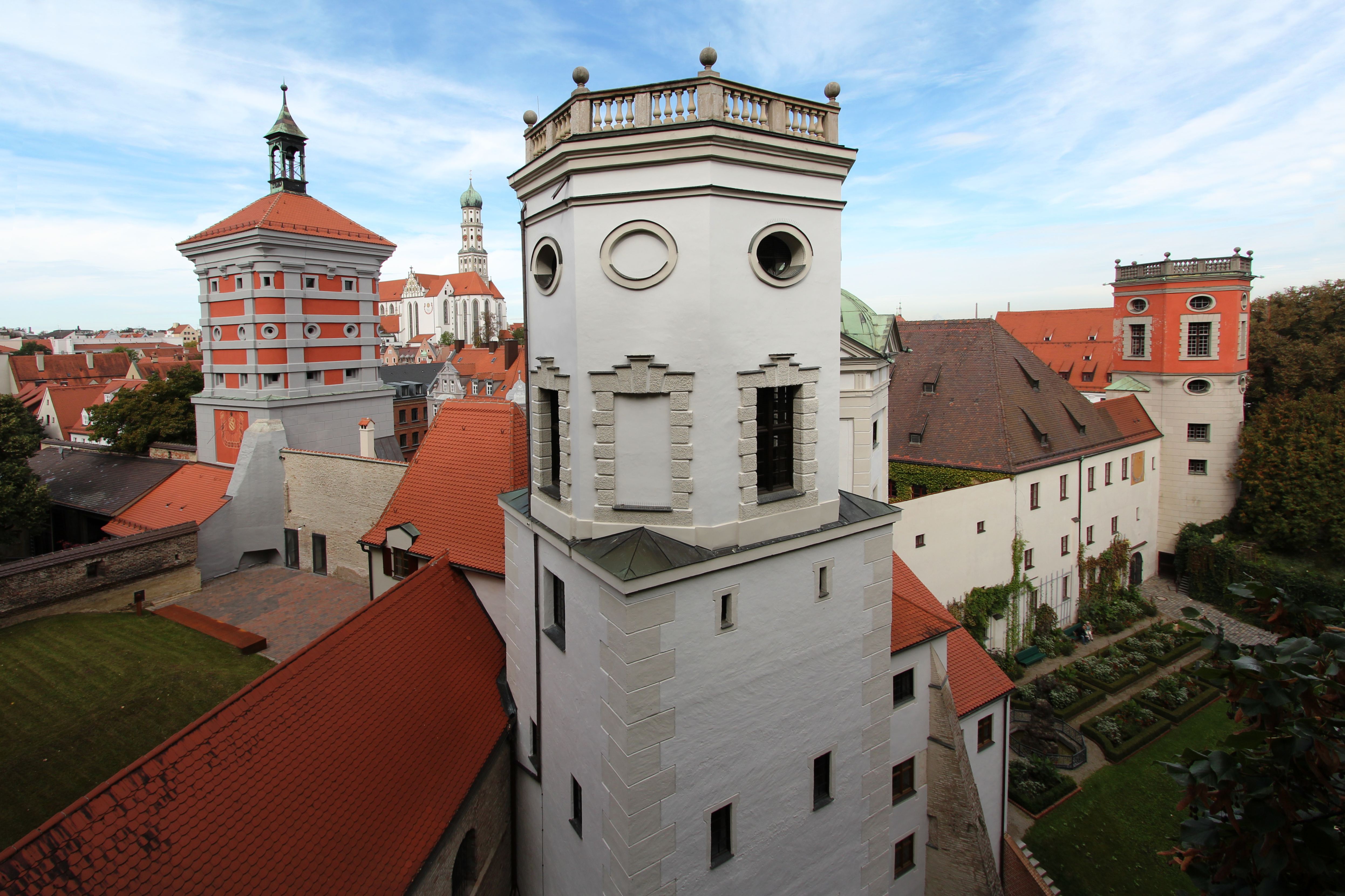
Wassertürme am Roten Tor, im Vordergrund der Große Wasserturm

Zum Wasserwerk am Roten Tor gehören drei historische Wassertürme, die als Bauwerke bis heute erhalten sind:
- der Große Wasserturm
- der Kleine Wasserturm
- der Kasten- oder Spitalturm

### Das Obere und das Untere Brunnenmeisterhaus

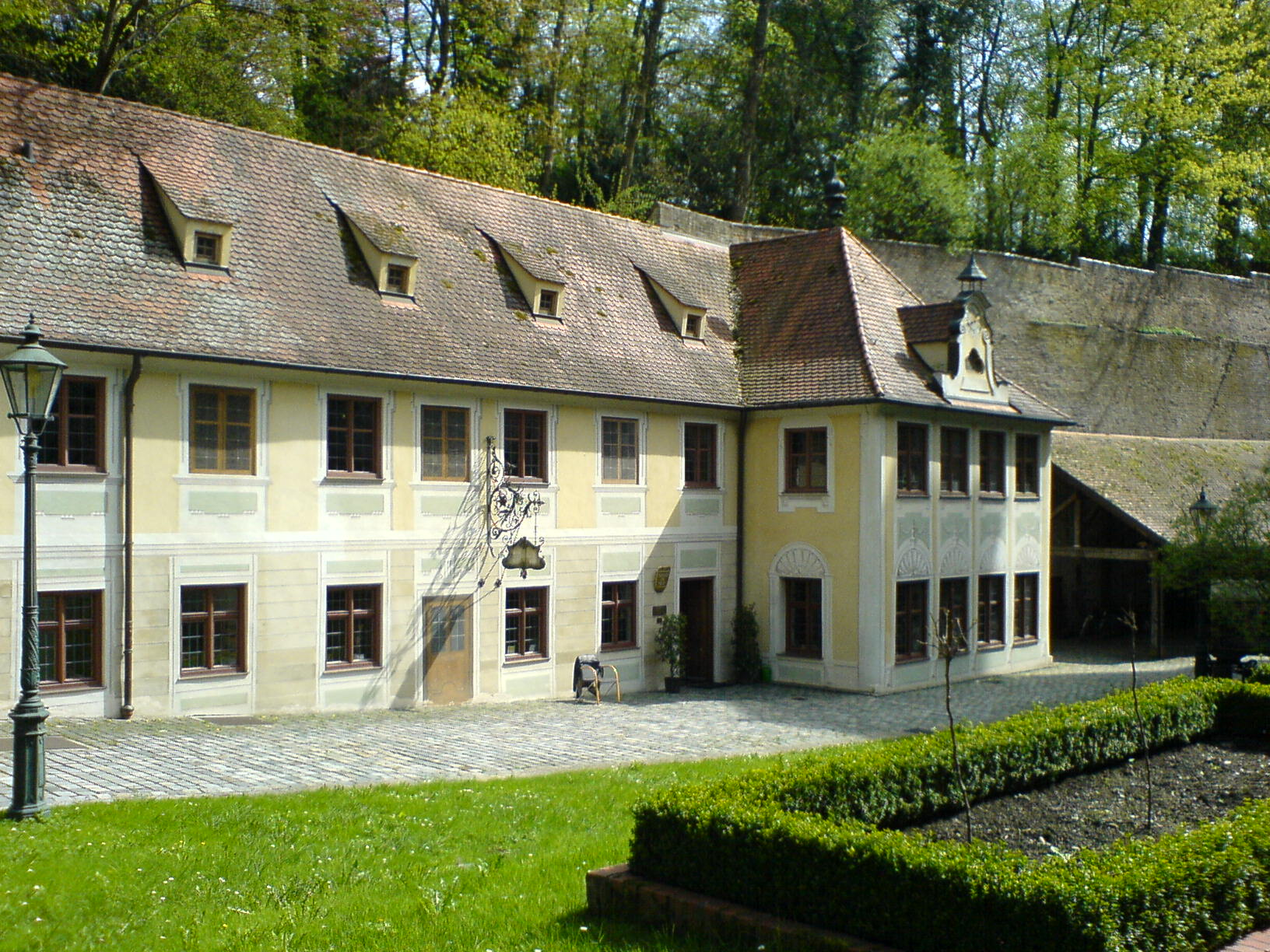
Unteres Brunnenmeisterhaus

Das Obere Brunnenmeisterhaus diente als Wohnhaus des Brunnenmeisters mit einem Direktzugang zum Großen und Kleinen Wasserturm. Es ist ein Mansarddachbau aus dem 17. Jahrhundert. Direkt an seiner Westfassade fließt der Vordere Lech vorbei. Die Bezeichnung „Haus zu den Fischen“ verdankt das Gebäude zweier bronzener Delfine, die links und rechts der Eingangstür angebracht sind. Im Oberen Brunnenmeisterhaus befinden sich das Treppenhaus des Kleinen Wasserturms und die ehemalige Dienstwohnung des Brunnenmeisters. Heute ist in dem Gebäude eine Dauerausstellung zur historischen Wasserversorgung Augsburgs zu sehen.
Das sich an der Stadtmauer entlangziehende Untere Brunnenmeisterhaus enthielt die Werkstätten der Brunnenmeister. 1983 bis 1985 wurde der Bau saniert. Seitdem ist hier das Schwäbische Handwerkermuseum beheimatet.

### Der Brunnenmeisterhof

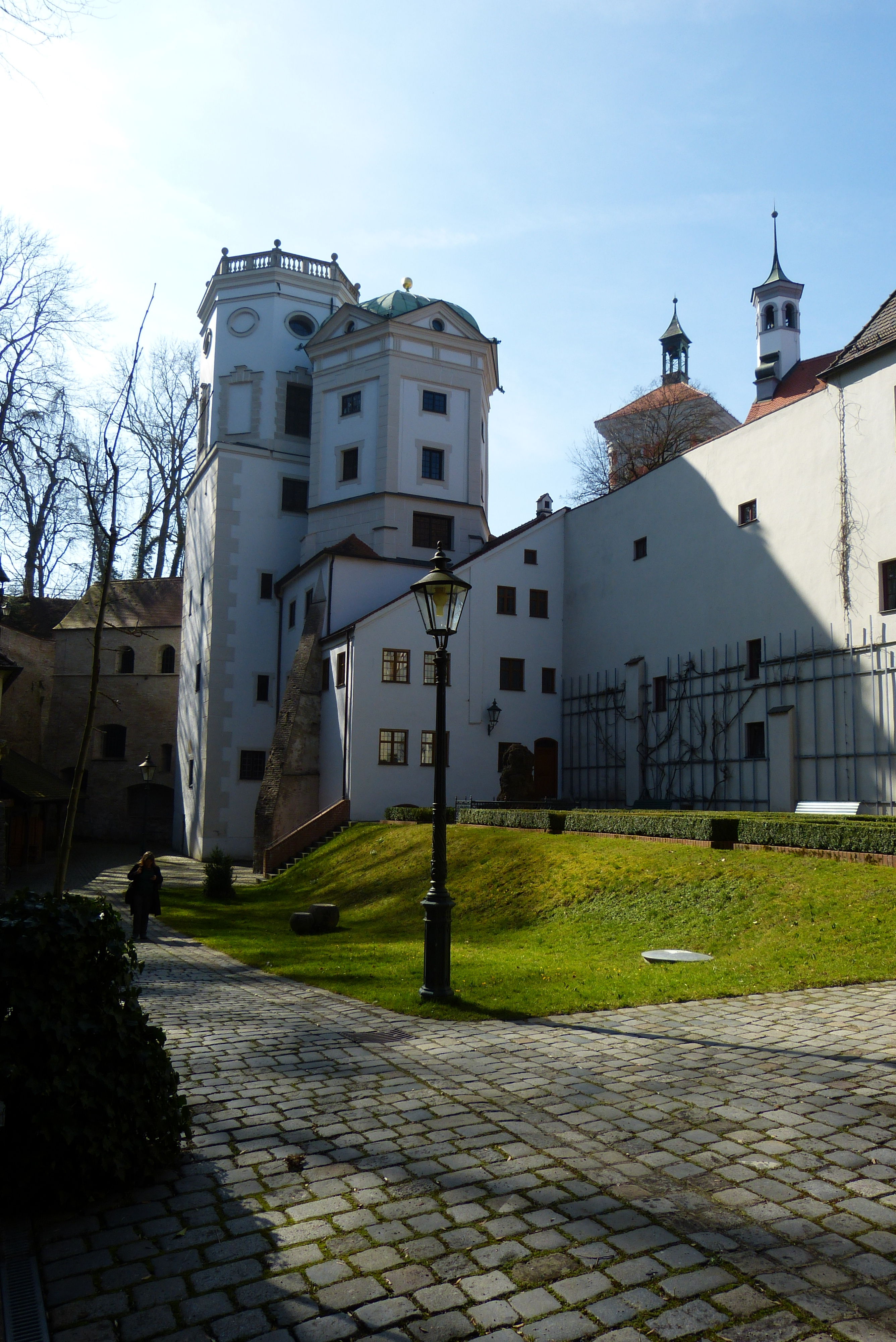
Der Brunnenmeisterhof mit den beiden Wassertürmen am Roten Tor

Der Brunnenmeisterhof (auch Handwerkerhof genannt) ist ein ruhiger, abgeschlossener und vertiefter Hof, der nur durch den Innenhof des Heilig-Geist-Spitals zugänglich ist. Er bietet den Zugang zum Unteren Brunnenmeisterhaus, zum Kastenturm und zur Ostseite des Großen und Kleinen Wasserturms. Früher flossen Kanäle offen durch diesen Hof. Von diesen kann man noch die zugemauerten Durchtrittsöffnungen in der Stadtmauer erkennen. Heute ist lediglich ein kleiner Kanal, der Brunnenmeisterbach, unterirdisch unter dem Hof hindurch geführt; er tritt außerhalb der Stadtmauer beim Augsburger Kräutergarten wieder ans Tageslicht. Früher gab es außerdem Gebäude für die wasserradgetrieben Hubkolbenpumpen inmitten des heutigen Hofes; von diesen sind noch Spuren zu sehen.
Der Brunnenmeisterhof ist zu den Öffnungszeiten des Schwäbischen Handwerkermuseums ebenso wie dieses kostenlos zugänglich.